# پرندگان شاد
شادی (به تامیلی: Ullasa Paravaigal) و (به انگلیسی: Joyful birds) فیلمی هندی محصول سال ۱۹۸۰ و به کارگردانی سی.وی. راجندران است. در این فیلم بازیگرانی همچون کمال حسن، راتی آگنیهوتری و اونی ماری ایفای نقش کرده‌اند.